# Charles Lelong
Charles Louis Lelong (Aunay-sur-Odon, Calvados, 18 de març de 1891 – Lannion, Côtes-d'Armor, 27 de juny de 1970) va ser un atleta francès que va competir a començaments del segle xx.
El 1912 va prendre part en els Jocs Olímpics d'Estocolm, on disputà cinc proves del programa d'atletisme. En els 4x400 metres relleus guanyà la medalla de plata amb l'equip francès. També disputà els 100, 200, 400 i 4x100 metres relleus i en cap d'elles arribà a la final.